# Шагонар
Шагона́р (тувин. Шагаан-Арыг) — місто (з 1945 року) у Тиві, адміністративний центр Улуг-Хемського кожууна.
Місто розташоване в межах Тувинської улоговини, на лівому березі річки Єнісей (Улуг-Хем), за 115 км на захід від міста Кизил на автодорозі Теелі-Кизил.
| 4155 | 4512 | 5455 | 10084 | 11008 | 11393 |

Шагонар засновано 1888 року. При будівництві Саяно-Шушенської ГЕС місто потрапило в зону затоплення Саяно-Шушенським водосховищем, тому було перенесене на 7 км від берега.
З промислових підприємств у місті працюють підприємства харчової происловості та з виробництва будівельних матеріалів.

## Відомі особистості
В поселенні народилась:
- Кара-оол-Дулуш Соф'я Дакпай-оолівна (* 1963) — тувинська співачка.